# Jesús Murgui
Jesús Murgui Soriano (n. Valencia, 17 de abril de 1946) es un obispo y teólogo español de la Iglesia católica. Entre los años 1996 y 1999 fue obispo auxiliar de Valencia desde el último año hasta el 2001 fue administrador apostólico de la Diócesis de Menorca, entre 2003 y 2012 fue el obispo de Mallorca y entre 2012 y 2021 fue obispo de Orihuela-Alicante.

## Biografía

### Formación y sacerdocio
Cursó sus estudios sacerdotales en el Seminario Metropolitano de Valencia (situado en el municipio de Moncada), siendo ordenado sacerdote el 21 de septiembre de 1969, posteriormente se licenció en Teología por la Universidad Pontificia de Salamanca y también se doctoró en Teología por la Pontificia Universidad Gregoriana de la ciudad de Roma.
Como sacerdote fue coadjutor entre los años 1969 y 1973, desde el último año hasta 1979 fue consiliario diocesano del Movimiento Junior, también desde 1973 hasta 1993 trabajó como párroco en diferentes parroquias pertenecientes a la Archidiócesis de Valencia. Fue coadjutor de la parroquia de la “Asunción de Nuestra Señora” en Alacuás, entre 1969 y 1973, y, posteriormente, de 1973 a 1976, párroco de “Nuestra Señora del Olivar” en la misma localidad. Desde 1975 hasta el 1979 volvió a ser consiliario diocesano pero esta vez de la organización Acción Católica

### Obispo
Obispo titular de Lete y obispo auxiliar de Valencia
El 25 de marzo de 1996 el papa Juan Pablo II, lo nombró obispo auxiliar de la Archidiócesis de Valencia, recibiendo el Sacramento del Orden el día 11 de mayo del mismo año, a manos del entonces arzobispo de Valencia Mons. Agustín García-Gasco Vicente y teniendo como co-consangrantes al, entonces Arzobispo de Barcelona, cardenal Ricard Maria Carles y a, entonces nuncio apostólico en España,  Lajos Kada.
Administrador apostólico de Menorca
Entre diciembre de 1999 y abril de 2001 obtuvo el cargo de administrador apostólico de la Diócesis de Menorca, sucediendo al eclesiástico Francesc Xavier Ciuraneta y Aymí, hasta que en el año 2001 fue sucedido por el obispo Mons. Juan Piris Frígola.
Obispo de Mallorca
Posteriormente el 29 de diciembre de 2003, fue nombrado por el papa Juan Pablo II nuevo obispo titular de la Diócesis de Mallorca tomando posesión del cargo el 21 de febrero de 2004, donde sucedió en el cargo de obispo a Teodoro Úbeda Gramage.
Obispo de Orihuela-Alicante
El 27 de julio de 2012 el papa Benedicto XVI le designó a la vez la Diócesis de Orihuela-Alicante, donde tomó posesión como obispo en la Catedral de Orihuela y sucediendo al anterior obispo Rafael Palmero Ramos, quien había presentado al papa su renuncia por motivos de edad, siendo sucedido en Mallorca por el nuevo obispo Javier Salinas Viñals, y manteniendo el cargo de la Diócesis de Orihuela-Alicante hasta el 7 de diciembre de 2021, día en que el Papa Francisco acepta su renuncia al haber cumplido los 75 años, según ordena el Código de Derecho Canónico. Pasa en ese momento a la condición de Obispo Emérito de la diócesis de Orihuela-Alicante y es nombrado Obispo Electo de esa diócesis Mons. José Ignacio Munilla Aguirre, transferido desde la diócesis de San Sebastián.
En la Conferencia Episcopal Española (CEE) Jesús Murgui comenzó siendo miembro desde el año 1996, donde ha pertenecido como miembro de la Comisión Episcopal para el Clero entre 1999 hasta 2005 donde pertenece actualmente a la Comisión de Liturgia.